# ارنست تلمان
ارنست یوهانس فریتز تِلمان (آلمانی: Ernst Thälmann; ۱۶ آوریل ۱۸۸۶ – ۱۸ اوت ۱۹۴۴) سیاست مدار کمونیست آلمانی و رهبر حزب کمونیست آلمان بود که در سال ۱۹۳۳ به دست گشتاپو دستگیر و در سال ۱۹۴۴ تیرباران شد.